# Яр Онов
Яр Онов — балка (річка) в Україні у Олексанрійському районі Кіровоградської області. Ліва притока річки Цибульника (басейн Дніпра).

## Опис
Довжина балки приблизно 5,63 км, найкоротша відстань між витоком і гирлом — 5,25  км, коефіцієнт звивистості річки — 1,07 . Формується декількома струмками та загатами.

## Розташування
Бере початок на південно-західній стороні від села Семигір'я. Тече переважно на південний схід через село Глинськ і впадає у річку Цибульник, праву притоку річки Дніпра (Кременчуцьке водосховище).

## Цікаві факти
- У XIX столітті на балці існувало декілька вітряних млинів[1].